# Lynchia plana
Lynchia plana är en tvåvingeart som först beskrevs av Walker 1861.  Lynchia plana ingår i släktet Lynchia och familjen lusflugor. Inga underarter finns listade i Catalogue of Life.